# Sugar Creek (Wisconsin)
Sugar Creek es un pueblo ubicado en el condado de Walworth en el estado estadounidense de Wisconsin. En el Censo de 2010 tenía una población de 3.943 habitantes y una densidad poblacional de 44,99 personas por km².

## Geografía
Sugar Creek se encuentra ubicado en las coordenadas 42°43′00″N 88°36′22″O / 42.71667, -88.60611. Según la Oficina del Censo de los Estados Unidos, Sugar Creek tiene una superficie total de 87.63 km², de la cual 85.74 km² corresponden a tierra firme y (2.16%) 1.9 km² es agua.

## Demografía
Según el censo de 2010, había 3.943 personas residiendo en Sugar Creek. La densidad de población era de 44,99 hab./km². De los 3.943 habitantes, Sugar Creek estaba compuesto por el 96.25% blancos, el 0.33% eran afroamericanos, el 0.2% eran amerindios, el 0.38% eran asiáticos, el 0% eran isleños del Pacífico, el 1.78% eran de otras razas y el 1.07% pertenecían a dos o más razas. Del total de la población el 4.44% eran hispanos o latinos de cualquier raza.